# Dendropsophus elianeae
Espèce
Synonymes
- Hyla elianeae Napoli & Caramaschi, 2000

Statut de conservation UICN

 LC  : Préoccupation mineure
Dendropsophus elianeae est une espèce d'amphibiens de la famille des Hylidae.

## Répartition
Cette espèce se rencontre dans le biome de Cerrado :
- dans les États du Mato Grosso do Sul, du Mato Grosso, de Goiás et de São Paulo au Brésil ;

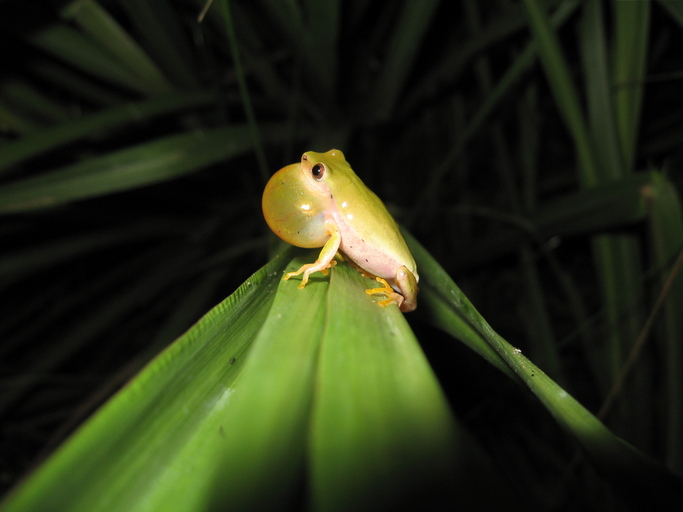
Dendropsophus elianeae

- dans le département d'Amambay au Paraguay.

## Étymologie
Cette espèce est nommée en l'honneur d'Eliane de Freitas Napoli, l'épouse de Marcelo Felgueiras Napoli.

## Publication originale
- Napoli & Caramaschi, 2000 : Description and variation of a new Brazilian species of the Hyla rubicundula group (Anura, Hylidae). Alytes, vol. 17, no 3-4, p. 165-184.